# Cheptel
 (décembre 2020).
Si vous disposez d'ouvrages ou d'articles de référence ou si vous connaissez des sites web de qualité traitant du thème abordé ici, merci de compléter l'article en donnant les références utiles à sa vérifiabilité et en les liant à la section « Notes et références ».

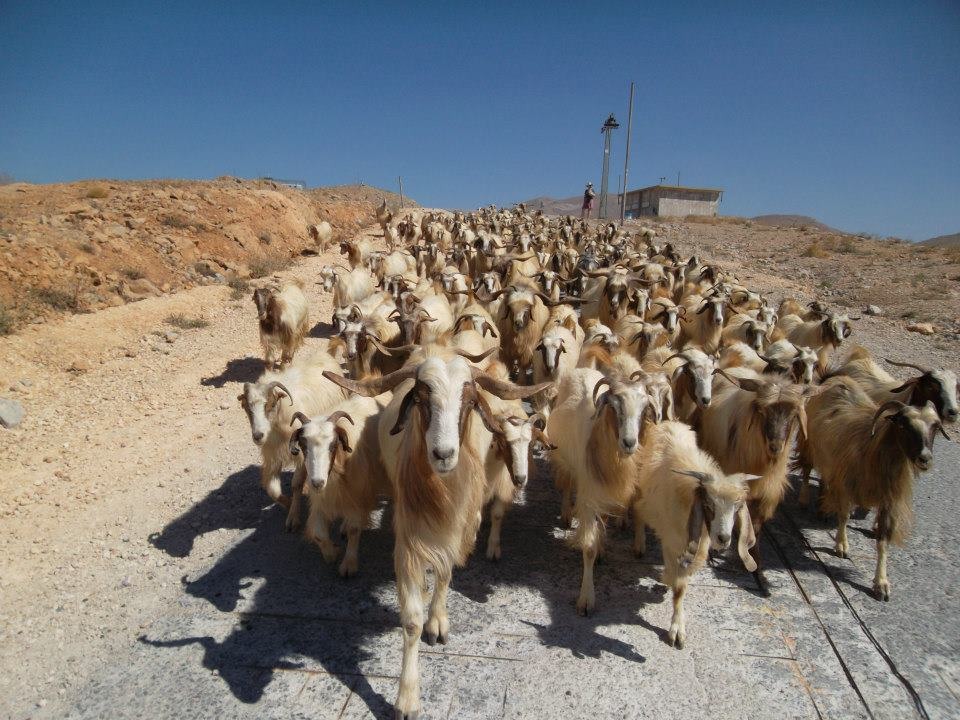
Cheptel de chèvres menées sur une route du mont Hermon par leurs bergers.

Le cheptel désigne l'ensemble des animaux d'élevage d'une exploitation agricole ou plus largement d'une région ou d'un pays. Dans une acception juridique et économique, le cheptel désigne l'ensemble des moyens d'exploitation d'une exploitation agricole. On distingue dans ce cas le « cheptel mort », constitué des machines et instruments de travail mécanique, et le « cheptel vif », le bétail.
Le terme dérive du latin capital signifiant l'« importance capital », dérivé lui-même de caput, la « tête ». Le mot français « chef », a la même étymologie que l'on retrouve dans « couvre-chef » ; on retrouve le terme en anglais avec cattle.
L'étymologie populaire selon laquelle le terme serait d'origine hébraïque (Shekel) n'est pas impossible mais est très improbable.

## Cheptel humain
Par extension, on peut utiliser le terme de façon péjorative pour désigner des humains « que l'on traite comme du bétail ». L'analogie est utilisée par André Gide pour dénoncer la dictature en Union soviétique. Au XXIe siècle on peut l'utiliser oralement pour dénoncer l'esclavage ou la prostitution. On peut parler à l'oral de « renouveler le cheptel », pour dénoncer la traite des êtres humains dans les bordels, où les victimes sont déplacées plusieurs fois par an pour rester sous la coupe des souteneurs.
En 2017, le metteur en scène Michel Schweizer crée un spectacle intitulé Cheptel : Nouvelles du parc humain dans lequel il questionne l'adolescence et l’appartenance au cheptel humain d'adultes.